# Peters’ Hörnchen
Peters’ Hörnchen (Sciurus oculatus) ist eine Hörnchenart aus der Gattung der Eichhörnchen (Sciurus). Es ist in Zentral-Mexiko verbreitet.

## Merkmale
Peters’ Hörnchen ist ein vergleichsweise großes Hörnchen und erreicht eine Gesamtlänge von etwa 50,8 bis 54,3 Zentimetern, der Schwanz wird 25,6 bis 26,9 Zentimeter lang und ist damit etwa so lang wie der Restkörper. Die Rückenfärbung der Tiere ist grau, häufig mit einem dunklen Band im Bereich der Wirbelsäule. Die Bauchseite ist weiß mit blassgelben oder ockerfarbenen Einwaschungen. Um die Augen besitzen die Tiere einen weißen oder sandfarbenen Augenring. Der Schwanz ist schwarz mit weißen Einwaschungen an der Oberseite, unterseits ist häufig ein gelber Bereich vorhanden.

## Verbreitung
Peters’ Hörnchen ist endemisch in Zentral-Mexikos verbreitet und kommt in den Bundesstaaten San Luis Potosí, Hidalgo, Veracruz, Puebla, Querétaro und Guanajuato vor. Die Höhenverbreitung reicht von 1500 bis etwa 3600 Meter, normalerweise allerdings zwischen 1650 und 1950 Meter.

## Lebensweise
Peters’ Hörnchen lebt in trockenen Kiefern- und Eichenwäldern der Höhenlagen und in einigen Tälern der Region. Die Tiere sind tagaktiv und ernähren sich herbivor vor allem von Samen und Früchten wie Eckern, Mandeln und Feigen. Sie bewegen sich schnell durch das Geäst der Bäume und können Lücken von mehr als zwei Metern überwinden. Die Paarungszeit liegt wahrscheinlich im Sommer im Juli oder August, über den Wurf liegen keine Daten vor.

## Systematik
Peters’ Hörnchen wird als eigenständige Art innerhalb der Gattung der Eichhörnchen (Sciurus) eingeordnet, die aus fast 30 Arten besteht. Die wissenschaftliche Erstbeschreibung stammt von Wilhelm Peters aus dem Jahr 1863, der die Art anhand von Individuen aus der Gegend um Las Vigas im mexikanischen Bundesstaat Veracruz beschrieb.
Innerhalb der Art werden gemeinsam mit der Nominatform drei Unterarten unterschieden:
- Sciurus oculatus oculatus: Nominatform, im östlichen Teil des Verbreitungsgebietes. Die Unterart besitzt ein schwarzes Band auf der Rückenmitte.
- Sciurus oculatus shawi: im nördlichen Teil des Verbreitungsgebietes. Die Unterart hat eine blassgraue Rückenfärbung, der Bauch ist rosa zimtfarben.
- Sciurus oculatus tolucae: im westlichen Teil des Verbreitungsgebietes. Die Unterart hat ein graues Band auf der Rückenmitte, die Bauchseite ist grauweiß oder sandfarben.

## Status, Bedrohung und Schutz
Peters’ Hörnchen wird von der International Union for Conservation of Nature and Natural Resources (IUCN) als „nicht gefährdet“ (least concern) eingeordnet. Begründet wird dies durch das relativ große Verbreitungsgebiet und die angenommenen hohen Bestandszahlen. Potenzielle Risiken für die Bestände sind nicht bekannt, die Art kommt lokal häufig vor, allerdings sind keine Bestandszahlen bekannt. Aufgrund der starken Veränderung von mehr als der Hälfte der Lebensräume könnte die Bestandslage auch fragil sein.

## Belege
1. 1 2 3 4 5 6 7  Richard W. Thorington Jr., John L. Koprowski, Michael A. Steele: Squirrels of the World. Johns Hopkins University Press, Baltimore MD 2012, ISBN 978-1-4214-0469-1, S. 64–65.
2. 1 2 3 4  Sciurus oculatus in der Roten Liste gefährdeter Arten der IUCN 2015.2. Eingestellt von: S.T. Álvarez-Castañeda, I. Castro-Arellano,T. Lacher, E. Vázquez, 2008. Abgerufen am 16. Juli 2015.
3. 1 2 3  Sciurus oculatus In: Don E. Wilson, DeeAnn M. Reeder (Hrsg.): Mammal Species of the World. A taxonomic and geographic Reference. 2 Bände. 3. Auflage. Johns Hopkins University Press, Baltimore MD 2005, ISBN 0-8018-8221-4.